# Emil Hartmann
Emil Hartmann (Copenaghen, 1º febbraio 1836 – Copenaghen, 18 luglio 1898) è stato un compositore danese,figlio più anziano di Johan P. E. Hartmann, cognato di Niels W. Gade e August Winding. Suo figlio Oluf Hartmann diverrà un pittore.
Fu introdotto dal padre e dal cognato al mondo della musica e della composizione, iniziò infatti a comporre molto giovane. Completò i suoi studi all'Università di Copenaghen.
Debuttò nel 1858 con il balletto Flejdstuen composto insieme ad August Winding. L'anno seguente compì un viaggio in Germania spendendo gran parte del suo tempo a Lipsia. Ritornato in Danimarca divenne organista presso varie cappelle.
Emil Hartmann era infatti compositore di musica sacra anche se era comunque molto interessato dalla musica di scena (musicò infatti balletti, opere e singspiel). Compose inoltre alcune sinfonie, dei lavori per pianoforte e della musica da camera.